# ザ・ゴングショー

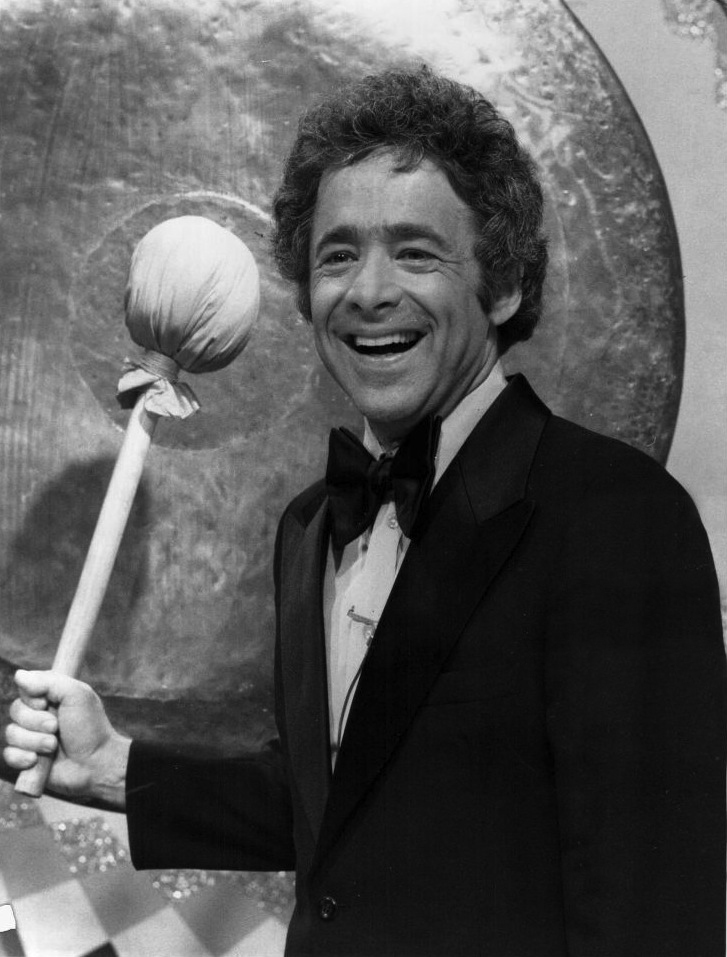
ゴングの前に立つ司会のチャック・バリス。放送開始時の宣伝写真（1976年）

『ザ・ゴングショー』 (The Gong Show) は、1970年代にアメリカ合衆国で放送された視聴者参加型のテレビバラエティ番組。同様の視聴者参加システムを意味する「ゴングショー形式」という言葉の語源となった。

## 概要
アメリカ3大ネットワークのひとつNBCで1976年6月14日から1978年7月21日にかけて放送された30分番組。一般参加者が審査員の前で芸を行うが、レベルの低い、または審査員の趣味に合わない出演者は審査員席の背後に設置されたゴング（銅鑼）を鳴らされ、途中であっても退場させられた。優勝者には賞金とともに金色のゴングを模したトロフィーが授与された。司会も兼ねていた敏腕プロデューサー、チャック・バリスによって発案されたこのシステムは、今でこそ一般的なものになっているが、当時としては画期的なものであった。

## ゴングショーに出演したことのある芸能人
- シェリル・リン
- メア・ウィニンガム
- ダナ・プラトー
- ポール・ルーベンス：キャラクター「ピーウィー・ハーマン」が有名。

## 審査員
- ジェイ・P・モーガン
- ジャミー・ファー